# Davide Zappacosta
Davide Zappacosta (Sora, 11 juni 1992) is een Italiaans voetballer die doorgaans speelt als rechtervleugelverdediger. Hij verruilde in de zomer van 2021 Chelsea voor Atalanta Bergamo. Zappacosta debuteerde in 2016 als international in het Italiaans voetbalelftal.

## Clubcarrière

### Jeugd
Zappacosta begon met voetballen bij AS Sora, de club uit zijn geboortedorp. In 2008 vertrok hij naar Isola Liri, waar hij twaalf wedstrijden speelde in de Serie C2. In januari 2011 werd Atalanta Bergamo mede-eigenaar van de speler, voor een bedrag van 60.000 euro. 

### US Avellino
In augustus 2011 werd hij als negentienjarige uitgeleend aan US Avellino. Op 18 september maakte hij zijn profdebuut voor Avellino. Na zijn eerste seizoen, waarin hij 27 wedstrijden speelde, werd Avellino voor 40.000 euro co-owner van Zappacosta. Op 28 april 2013 scoorde hij zijn eerste doelpunt in het profvoetbal en op 5 mei werd hij met Avellino kampioen van de Serie C. Hij liet die datum vervolgens tatoeëren op zijn lichaam. Ook in de Serie B viel hij een jaar later op als een van de beste backs van de competitie. In totaal speelde de Italiaanse jeugdinternational 85 competitiewedstrijden voor Avellino in de drie seizoenen die hij er verbleef. 

### Atalanta Bergamo
In juni 2014 keerde hij terug bij Atalanta Bergamo, waar Zappacosta een vierjarig contract tekende. Op 23 augustus maakte hij de de Coppa Italia tegen Pisa zijn debuut voor Atalanta. Een week later debuteerde de verdediger in de Serie A in het thuisduel tegen Hellas Verona. Op 6 januari 2025 scoorde hij in een 2-2 gelijkspel tegen Genoa zijn eerste doelpunt voor Atalanta en zijn eerste Serie A-goal. Hij eindigde het seizoen met dertig wedstrijden, drie goals en één assist.

### Torino
In juli 2015 tekende Zappacosta een contract voor vier seizoenen bij Torino, dat tien miljoen euro voor hem over had. Op 20 september maakte hij zijn debuut voor Torino als vervanger van Bruno Peres. Hij scoorde op 28 oktober tegen Genoa zijn eerste doelpunt voor Torino. Hij speelde twee seizoenen voor Torino en kwam daarin tot 58 wedstrijden, twee goals en zes assists.

### Chelsea
Op 31 augustus 2017 werd hij voor 28 miljoen, exclusief bonussen, verkocht aan Chelsea. Hij tekende in Londen een contract voor vier seizoenen. De deal werd minuten voor het sluiten van de transfermarkt voltooid. Hij maakte hij op 9 september tegen Leicester City zijn debuut als vervanger van Victor Moses. Hij maakte op 12 september tegen FK Qarabağ zijn debuut in de Champions League en scoorde meteen zijn eerste doelpunt voor Chelsea. Hij werd hiermee de honderdste Italiaan met een doelpunt in de Champions League. Zijn eerste Premier League-doelpunt kwam op 30 december tegen Stoke City. Aan het eind van het seizoen zat hij de hele wedstrijd op de bank tijdens de gewonnen FA Cup-finale tegen Manchester United. 
Op 29 mei 2019 viel Zappacosta in tijdens de met 4-1 gewonnen Europa League-finale tegen Arsenal als vervanger voor Eden Hazard. In twee seizoenen werd Zappacosta nooit basisspeler en kwam hij tot 52 wedstrijden, twee goals en vier assists.

#### AS Roma
Op 21 augustus 2019 verlengde Zappacosta zijn contract bij Chelsea met een jaar, om direct voor zes maanden verhuurd te worden aan AS Roma. Op 25 augustus maakte hij tegen Genoa zijn debuut voor de club, maar vervolgens miste hij ruim zes maanden door een gescheurde kruisband. Bij de herstart van de competitie door de coronacrisis op 24 juni 2020 maakte Zappacosta zijn rentree voor Roma. In totaal speelde hij negen wedstrijden voor Roma.

#### Genoa
Op 19 september 2020 werd Zappacosta opnieuw verhuurd, ditmaal voor een jaar aan Genoa. Een dag later maakte hij tegen FC Crotone zijn debuut met zijn eerste goal voor de club, in een 4-1 overwinning. Van oktober tot december kampte hij met een blessure, maar verder was hij dat seizoen basisspeler. Hij kwam tot 25 wedstrijden, vier goals en twee assists.

### Terug bij Atalanta
Op 24 augustus 2021 verliet Zappacosta Chelsea definitief om terug te keren bij Atalanta Bergamo, dat tien miljoen euro voor hem betaalde. Hij werd direct een gewaardeerde kracht als rechter- en linkermiddenvelder in de 3-5-2 van trainer Gian Piero Gasperini. Hij was goed voor twee goals en acht assists in zijn eerste seizoen terug in Bergamo.
Op 22 mei 2024 stond Zappacosta met Atalanta in de finale van de Europa League tegen Bayer 04 Leverkusen, dat het hele seizoen in alle competities nog geen wedstrijd verloren had. Zappacosta stond in de basis en zag ploeggenoot Ademola Lookman een hattrick scoren in een 3-0 overwinning. De 1-0 maakte de Nigeriaan uit een assist van Zappacosta. 

## Clubstatistieken
| Seizoen | Club             | Competitie     | Competitie | Competitie | Beker | Beker | Overig | Overig | Totaal | Totaal |
| Seizoen | Club             | Competitie     | Wed.       | Dlp.       | Wed.  | Dlp.  | Dlp.   | Dlp.   | Wed.   | Dlp.   |
| ------- | ---------------- | -------------- | ---------- | ---------- | ----- | ----- | ------ | ------ | ------ | ------ |
| 2010/11 | Isola Liri       | Serie C2       | 12         | 1          | 0     | 0     | –      | –      | 12     | 1      |
| 2011/12 | → Avellino       | Serie C        | 27         | 0          | 0     | 0     | –      | –      | 27     | 0      |
| 2012/13 | Avellino         | Serie C        | 26         | 1          | 2     | 0     | –      | –      | 28     | 1      |
| 2013/14 | Avellino         | Serie B        | 32         | 2          | 4     | 0     | –      | –      | 36     | 2      |
| 2014/15 | Atalanta Bergamo | Serie A        | 29         | 3          | 1     | 0     | –      | –      | 30     | 3      |
| 2015/16 | Torino           | Serie A        | 25         | 1          | 1     | 0     | –      | –      | 26     | 1      |
| 2016/17 | Torino           | Serie A        | 29         | 1          | 0     | 0     | –      | –      | 29     | 1      |
| 2017/18 | Torino           | Serie A        | 2          | 0          | 1     | 0     | –      | –      | 3      | 0      |
| 2017/18 | Chelsea          | Premier League | 22         | 1          | 8     | 0     | 5      | 1      | 35     | 2      |
| 2018/19 | Chelsea          | Premier League | 4          | 0          | 3     | 0     | 10     | 0      | 17     | 0      |
| 2019/20 | → AS Roma        | Serie A        | 9          | 0          | 0     | 0     | 0      | 0      | 9      | 0      |
| 2020/21 | → Genoa          | Serie A        | 25         | 4          | 0     | 0     | –      | –      | 25     | 4      |
| 2021/22 | Atalanta Bergamo | Serie A        | 34         | 1          | 1     | 1     | 10     | 0      | 45     | 2      |
| 2022/23 | Atalanta Bergamo | Serie A        | 21         | 4          | 0     | 0     | –      | –      | 21     | 4      |
| 2023/24 | Atalanta Bergamo | Serie A        | 31         | 2          | 4     | 0     | 11     | 0      | 46     | 2      |
| 2024/25 | Atalanta Bergamo | Serie A        | 24         | 4          | 4     | 1     | 9      | 0      | 37     | 5      |
| Totaal  | Totaal           | Totaal         | 352        | 25         | 29    | 2     | 45     | 1      | 426    | 28     |

Bijgewerkt t/m 7 april 2025.

## Interlandcarrière
Zappacosta debuteerde in 2013 voor Italië –21, waarvoor hij in totaal zeventien interlands speelde. In juni 2015 nam hij met het jeugdelftal deel aan het Europees kampioenschap; na een nederlaag tegen Zweden en een gelijkspel tegen Portugal waren de Italianen uitgeschakeld. Op 23 mei 2016 werd Zappacosta opgenomen in de voorselectie voor het Europees kampioenschap voetbal 2016 in Frankrijk. Bondscoach Antonio Conte deed niet eerder een beroep op hem.

## Erelijst
| Competitie                        | Aantal   | Jaren    |
| Avellino                          | Avellino | Avellino |
| --------------------------------- | -------- | -------- |
| Kampioen Lega Pro Prima Divisione | 1x       | 2012/13  |
| Chelsea                           |          |          |
| UEFA Europa League                | 1x       | 2018/19  |
| FA Cup                            | 1x       | 2017/18  |
| Atalanta                          |          |          |
| UEFA Europa League                | 1x       | 2023/24  |